# Takabva Mawaya
Takabva Mawaya (Kwekwe, 2 marzo 1993) è un calciatore zimbabwese, portiere degli Hwange.

## Carriera

### Club
Ha sempre giocato nel campionato zimbawese.

### Nazionale
Ha fatto il suo debutto per la nazionale maggiore il 30 giugno 2017 in occasione dell'incontro vinto per 6-0 ai danni delle Seychelles.